# Gijón
Gijón (em asturiano: Xixón)) é um concelho (município) da província e Principado das Astúrias, na Espanha. Tem 181,7 km² de área e em 2019 tinha 271 780 habitantes (densidade: 1 495,8 hab./km²). O concelho tem 26 freguesias e um dos principais portos marítimos da Espanha. É a cidade mais povoada das Astúrias, com cerca de 25,44 por cento da população do principado.
O topônimo "Gijón" deriva do nome da antiga cidade romana de Gígia.

## História
Os mais antigos vestígios de ocupação humana na região datam do Neolítico. É da mesma época o conjunto de dólmens de Monte Areo, um dos mais importantes do norte da Península Ibérica.

## Demografia
| Variação demográfica do município entre 1991 e 2004 | Variação demográfica do município entre 1991 e 2004 | Variação demográfica do município entre 1991 e 2004 | Variação demográfica do município entre 1991 e 2004 |
| --------------------------------------------------- | --------------------------------------------------- | --------------------------------------------------- | --------------------------------------------------- |
| 1991                                                | 1996                                                | 2001                                                | 2004                                                |
| 259 067                                             | 264 381                                             | 266 419                                             | 271 039                                             |

## Património
- Cabo Torres

## Divisões administrativas
O concelho de Gijón divide-se em 6 distritos, que por sua vez são compostos por 45 bairros ou paróquias, caso seja zona urbana ou rural:
1. Centro
2. Este
3. Llano
4. Sur
5. Oeste
6. Rural